# Bohrlochmessung

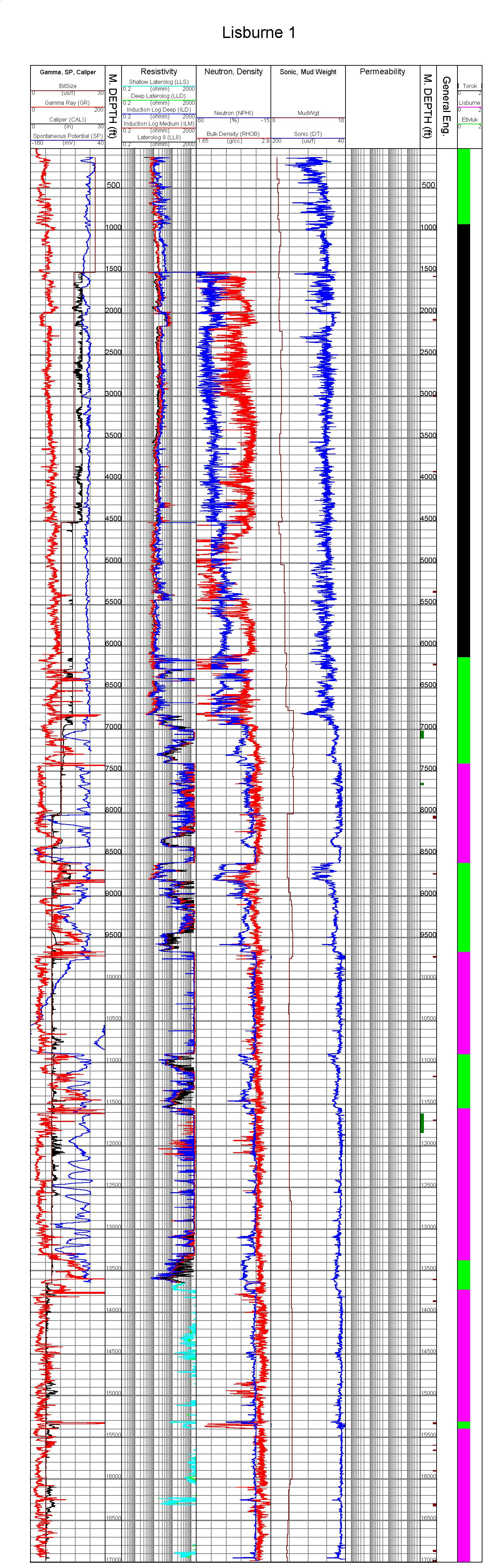
Wireline-Log mit breitem Spektrum an gängigen Bohrlochmessungen

Als Bohrlochmessung wird die Messungen physikalischer Größen in einer Tiefbohrung bezeichnet, im weiteren Sinne aber auch die technische Umsetzung, Dokumentation und Interpretation dieser. Damit kann die Bohrlochmessung sowohl als Disziplin der Bohrlochgeophysik als auch Überbegriff mehrerer technisch-geowissenschaftlicher Fachgebiete verstanden werden.
Bohrlochmessugen gehören zu den wichtigsten Informationsquellen bei Tiefbohrungen und haben teilweise das zeit- und kostenintensive Kernen von Bohrstrecken ersetzt oder reduziert.

## Messaufbau
Geophysikalische Bohrlochmessungen werden mit an einem Kabel (wireline) angebrachten Sensoren durchgeführt, um Bohrlöcher, ihre nächste Umgebung und den umgebenden Untergrund zu untersuchen. Die Messsonden zeichnen während des Einfahrens und Heraufziehens Messkurven (Logs) entlang der Bohrachse auf und sind über ein Kabel mit einer Registrierstation verbunden. Das Bohrlochmesskabel dient zur mechanischen Halterung der Sonde, zur Stromversorgung, zur Übertragung der Messwerte und zur Erfassung der Tiefenposition der Sonde. Die Messungen erfolgen unter in-situ Bedingungen und erfordern sensitive Instrumente, die zugleich den hohen Druck- und Temperaturbedingungen einer Geothermiebohrungen standhalten können.

## Methoden
Es wird grundsätzlich zwischen Messungen der physikalischen Größen der Bohrlochumgebung, der Bohrlochgeometrie und der Eigenschaften der Flüssigkeit im Bohrloch unterschieden. Für geophysikalische Messingen werden hauptsächlich geoelektrische, magnetische, akustische (z. B. Sonic-Log), Radar- und Radioaktivitätsverfahren eingesetzt. Die Messungen können passiv oder aktiv erfolgen, wobei bei aktiven Messungen künstlich erzeugte Signale genutzt werden. Zusätzlich wird noch zwischen kabelgeführten Sensoren und in das Bohrgestänge eingebaute Sensoren (z. B. measuring while drilling oder borehole shuttle) unterschieden.